# Tysニュースタイム
『tysニュースタイム』（ティーワイエス ニュースタイム）は、2016年9月5日から2020年10月2日までテレビ山口で平日 18:15 - 19:00に放送されていたローカルニュース・情報番組。

## 概要
2016年9月2日まで放送された『tysスーパー編集局』の後継番組として始まった。
「しっかり」「わかりやすく」「元気に」を合言葉に話題を伝える。
また、夕方の番組の再編集版である『深夜便』も引き継がれている。
2020年10月2日をもって終了。情報バラエティ番組『ちぐスマ!』と枠合体し、全国ニュース『Nスタ』を挟んで130分のワイド番組『mix』として大幅リニューアルされる。当番組からは永岡が番組MCを務め、山根はフィールドキャスターとして、西村と太田は役割をそのままに次番組へ続投する。

## 出演者
2020年3月30日現在。
- 後藤心平 - メインキャスター（月 - 木）
- 山根陽美 - サブキャスター（月 - 金）
- 永岡克也 - ここにチューモク（木）、キャスター（金）
- 五十川裕明 - 周南スタジオ（周南市御幸通）から、県東部のニュースを担当。
- 西村裕之 - 気象情報・リポート担当
- 太田理裟 - スポーツ（タイムスポーツ）担当（月）

## 放送時間
- 2016年9月5日 - 月曜 - 金曜 18:15 - 19:00（JST）他に夕方の本編を再編集した『tysニュースタイム深夜便』が同日深夜に放送されている。